# Hrabstwo Reagan

Piramida wieku hrabstwa

Hrabstwo Reagan – górnicze hrabstwo w USA, w stanie Teksas, na północno-zachodnim skraju płaskowyżu Edwardsa. Utworzone w 1903 r. Według danych z 2023 liczy 3141 mieszkańców, w tym 45,7% stanowiły kobiety. Siedzibą hrabstwa jest miasteczko Big Lake. 
Z gęstością zaludnienia ok. 1 os./km², jest 33. najsłabiej zaludnionym hrabstwem Teksasu. 

## Sąsiednie hrabstwa
- Hrabstwo Glasscock (północ)
- Hrabstwo Sterling (północny wschód)
- Hrabstwo Tom Green (wschód)
- Hrabstwo Irion (wschód)
- Hrabstwo Crockett (południe)
- Hrabstwo Upton (zachód)
- Hrabstwo Midland (północny zachód)

## Gospodarka
- wydobycie ropy naftowej (9. miejsce w stanie) i gazu ziemnego (10. miejsce)[3].
- uprawa bawełny, pszenicy i brzoskwiń[4]
- niewielkie hodowle owiec i bydła[4].

## Demografia
- Latynosi – 68,5%
- biali nielatynoscy – 25,7%
- czarni lub Afroamerykanie – 4,3%
- rasy mieszanej – 3,7%
- rdzenni Amerykanie – 1,7%
- Azjaci – 1,3%[1].